# Thompsonopia muranoi
Thompsonopia muranoi is een eenoogkreeftjessoort uit de familie van de Pseudocyclopiidae. De wetenschappelijke naam van de soort is voor het eerst geldig gepubliceerd in 1992 door Ohtsuka.